# Tupilak-41
Tupilak-41 (celým názvem: Timersoqatigiiffik Tupilak-41) je grónský sportovní klub, který sídlí ve městě Aasiaat (dánsky: Egedesminde). Založen byl v roce 1941, letopočet vzniku je i v klubovém emblému. Fotbalový oddíl se pravidelně účastní konečné fáze nejvyšší fotbalové soutěže v zemi. Jeho mužský oddíl je pak trojnásobným mistrem Grónska z let 1968, 1970 a 1971. Své domácí zápasy odehrává na stadionu Aasiaat. Klubové barvy jsou červená, modrá a bílá.
Mimo mužský fotbalový oddíl má sportovní klub i jiné oddíly, mj. oddíl ženského fotbalu.

## Získané trofeje
Zdroj: 
- Angutit Inersimasut GM ( 3x )
  - 1967/68, 1970, 1971

## Umístění v jednotlivých sezonách
Zdroj: 
Legenda: Z – zápasy, V – výhry, R – remízy, P – porážky, VG – vstřelené góly, OG – obdržené góly, +/- – rozdíl skóre, B – body, zlaté podbarvení – 1. místo, stříbrné podbarvení – 2. místo, bronzové podbarvení – 3. místo, červené podbarvení – sestup, zelené podbarvení – postup, fialové podbarvení – reorganizace, změna skupiny či soutěže
| Grónsko (1954 – ) |                                          |        |   |   |   |   |    |    |     |   |        |
| Sezóny            | Liga                                     | Úroveň | Z | V | R | P | VG | OG | +/- | B | Pozice |
| 1954/55           | Grønlandturneringen                      | 1      | … | … | … | … | …  | …  | …   | … |        |
| …                 |                                          |        |   |   |   |   |    |    |     |   |        |
| 1959/60           | Grønlandturneringen                      | 1      | … | … | … | … | …  | …  | …   | … |        |
| …                 |                                          |        |   |   |   |   |    |    |     |   |        |
| 1963/64           | Grønlandturneringen                      | 1      | … | … | … | … | …  | …  | …   | … |        |
| …                 |                                          |        |   |   |   |   |    |    |     |   |        |
| 1966/67           | Grønlandturneringen                      | 1      | … | … | … | … | …  | …  | …   | … | 2.     |
| 1967/68           | Grønlandturneringen                      | 1      | 2 | 2 | 0 | 0 | 12 | 3  | +9  | 4 | 1.     |
| 1969              | Grønlandturneringen                      | 1      | … | … | … | … | …  | …  | …   | … | 2.     |
| 1970              | Grønlandturneringen                      | 1      | … | … | … | … | …  | …  | …   | … | 1.     |
| 1971              | Angutit Inersimasut GM                   | 1      | … | … | … | … | …  | …  | …   | … | 1.     |
| 1972              | Angutit Inersimasut GM                   | 1      | 3 | 1 | 0 | 2 | 7  | 8  | -1  | 2 | 3.     |
| …                 |                                          |        |   |   |   |   |    |    |     |   |        |
| 1988              | Angutit Inersimasut GM – sk. B           | 1      | 3 | 0 | 0 | 3 | 8  | 14 | -6  | 0 | 4.     |
| 1989              | Angutit Inersimasut GM – sk. Diskobugten | 1      | 5 | 3 | 0 | 2 | 14 | 17 | -3  | 6 | 3.     |
| 1990              | Angutit Inersimasut GM – sk. B           | 1      | 2 | 0 | 0 | 2 | 2  | 10 | -8  | 0 | 3.     |
| 1991              | Angutit Inersimasut GM – sk. A           | 1      | 2 | 1 | 1 | 0 | 3  | 2  | +1  | 3 | 2.     |
| …                 |                                          |        |   |   |   |   |    |    |     |   |        |
| 1993              | Angutit Inersimasut GM – sk. A           | 1      | 3 | 1 | 2 | 0 | 7  | 6  | +1  | 4 | 2.     |
| …                 |                                          |        |   |   |   |   |    |    |     |   |        |
| 2001              | Angutit Inersimasut GM – sk. Diskobugten | 1      | 4 | 1 | 0 | 3 | 12 | 16 | -4  | 3 | 3.     |
| 2002              | Angutit Inersimasut GM – sk. Diskobugten | 1      | 3 | 0 | 0 | 3 | 2  | 21 | -19 | 0 | 4.     |
| …                 |                                          |        |   |   |   |   |    |    |     |   |        |
| 2011              | Angutit Inersimasut GM – sk. B           | 1      | 4 | 2 | 0 | 2 | 11 | 8  | +3  | 6 | 2.     |
| …                 |                                          |        |   |   |   |   |    |    |     |   |        |
| 2014              | Angutit Inersimasut GM – sk. Diskobugten | 1      | 4 | 0 | 1 | 3 | 2  | 15 | -13 | 1 | 4.     |
| 2015              | Angutit Inersimasut GM – sk. B           | 1      | 3 | 1 | 0 | 2 | 4  | 8  | -4  | 3 | 3.     |
| 2016              | Angutit Inersimasut GM – sk. Diskobugten | 1      | 3 | 0 | 0 | 3 | …  | …  | …   | 0 | 4.     |

Poznámky k fázím grónského mistrovství
- 1954/55: Klub došel do semifinále národního mistrovství, kde podlehl mužstvu Nagdlunguaq-48 poměrem 0:7.
- 1959/60: Klub došel do čtvrtfinále národního mistrovství, kde podlehl mužstvu Nanok Idraetslag neznámým poměrem.
- 1963/64: Klub došel do čtvrtfinále národního mistrovství, kde podlehl mužstvu Siumut Amerdlok Kunuk neznámým poměrem.
- 1966/67: Po vítězství v první fázi (skupina Diskobugten) se klub probojoval do finální fáze celostátního turnaje. Ve finálové skupině se klub umístil na druhém místě.
- 1967/68: Výsledky v první fázi turnaje nejsou známy, klub se ovšem probojoval do finální fáze celostátního turnaje. Ve finálové skupině se klub umístil na prvním místě a získal tak svůj první mistrovský titul.
- 1969: Výsledky v první fázi turnaje nejsou známy, klub se ovšem probojoval do finální fáze celostátního turnaje. Zde došel až do finále, kde podlehl mužstvu Kissaviarsuk-33 poměrem 0:2 a obsadil tak celkové druhé místo.
- 1970: Výsledky v první fázi turnaje nejsou známy, klub se ovšem probojoval do finální fáze celostátního turnaje. Zde došel až do finále, kde zvítězil nad mužstvem Kissaviarsuk-33 poměrem 5:3 a získal tak svůj druhý mistrovský titul.
- 1971: Z této sezóny je známo pouze konečné umístění finálové fáze, v níž se klub umístil na celkovém prvním místě a získal tak svůj třetí mistrovský titul.
- 1972: Z této sezóny je známo pouze konečné umístění finálové fáze, v níž se klub umístil na celkovém třetím místě.
- 1988: Výsledky v první a druhé fázi turnaje nejsou známy, klub se ovšem probojoval do finální fáze celostátního turnaje. Ve skupině B se umístil na čtvrtém místě.
- 1989: Výsledky v první fázi turnaje nejsou známy, zaručil si ovšem v této fázi postup do druhé fáze. V ní skončil na třetím nepostupovém místě ve skupině Diskobugten.
- 1990: První fázi turnaje klub skončil na prvním místě ve skupině F, což zaručovalo postup do druhé fáze. Po druhém místě ve druhé fázi (skupina D) se klub probojoval do finální fáze celostátního turnaje. Ve skupině B se umístil na třetím místě, které zaručovalo pouze souboj o konečné páté místo v turnaji. V něm klub zvítězil nad mužstvem FC Malamuk poměrem 2:1.
- 1991: Výsledky v první fázi turnaje nejsou známy. Po druhém místě ve druhé fázi (skupina Diskobugten) se klub probojoval do finální fáze celostátního turnaje. Ve skupině A se umístil na druhém místě, které zaručovalo místenku v semifinále (prohra s Aqigssiaq Maniitsoq poměrem 1:4). Po prohře v semifinále se zúčastnil boje o třetí místo, ve kterém zvítězil nad mužstvem B-67 poměrem 3:0.
- 1993: Výsledky v první fázi turnaje nejsou známy. Po vítězství ve druhé fázi (skupina Diskobugten) se klub probojoval do finální fáze celostátního turnaje. Ve skupině A se umístil na druhém místě, které zaručovalo místenku v semifinále (prohra s B-67 poměrem 1:2). Po prohře v semifinále se zúčastnil boje o třetí místo, ve kterém podlehl mužstvu Nagdlunguaq-48 poměrem 4:5.
- 2001: Výsledky v první fázi turnaje nejsou známy, zaručil si ovšem v této fázi postup do druhé fáze. V ní skončil na třetím nepostupovém místě ve skupině Diskobugten.
- 2002: Výsledky v první fázi turnaje nejsou známy, zaručil si ovšem v této fázi postup do druhé fáze. V ní skončil na čtvrtém nepostupovém místě ve skupině Diskobugten.
- 2011: Výsledky v první fázi turnaje nejsou známy. Po třetím místě ve druhé fázi (skupina Diskobugten) se klub probojoval do finální fáze celostátního turnaje. Ve skupině B se umístil na druhém místě, které zaručovalo místenku v semifinále (prohra s B-67 poměrem 0:7). Po prohře v semifinále se zúčastnil boje o třetí místo, ve kterém zvítězil nad mužstvem Kissaviarsuk-33 poměrem 4:1.
- 2014: Výsledky v první fázi turnaje nejsou známy, zaručil si ovšem v této fázi postup do druhé fáze. V ní skončil na čtvrtém nepostupovém místě ve skupině Diskobugten.
- 2015: Výsledky v první fázi turnaje nejsou známy. Po druhém místě ve druhé fázi (skupina Diskobugten) se klub probojoval do finální fáze celostátního turnaje. Ve skupině B se umístil na třetím místě, které zaručovalo pouze souboj o konečné páté místo v turnaji. V něm klub zvítězil nad mužstvem Siumut Amerdlok Kunuk poměrem 5:1.
- 2016: Výsledky v první fázi turnaje nejsou známy, zaručil si ovšem v této fázi postup do druhé fáze. V ní skončil na čtvrtém nepostupovém místě ve skupině Diskobugten.